# Torii-Gletscher
Der Torii-Gletscher (französisch Glacier Torii) ist ein Gletscher im ostantarktischen Königin-Maud-Land. Im Königin-Fabiola-Gebirge fließt er zwischen Mount Goossens und Mount Fukushima nordwestlicher Richtung.
Teilnehmer einer von 1959 bis 1961 dauernden belgischen Antarktisexpedition entdeckten ihn am 7. Oktober 1960. Expeditionsleiter Guido Derom (1923–2005) benannte den Gletscher nach dem Geochemiker Tetsuya Torii (1918–2008), Leiter einer japanischen Mannschaft, die dieses Gebiet im November 1960 erkundete.